# 集安博物馆

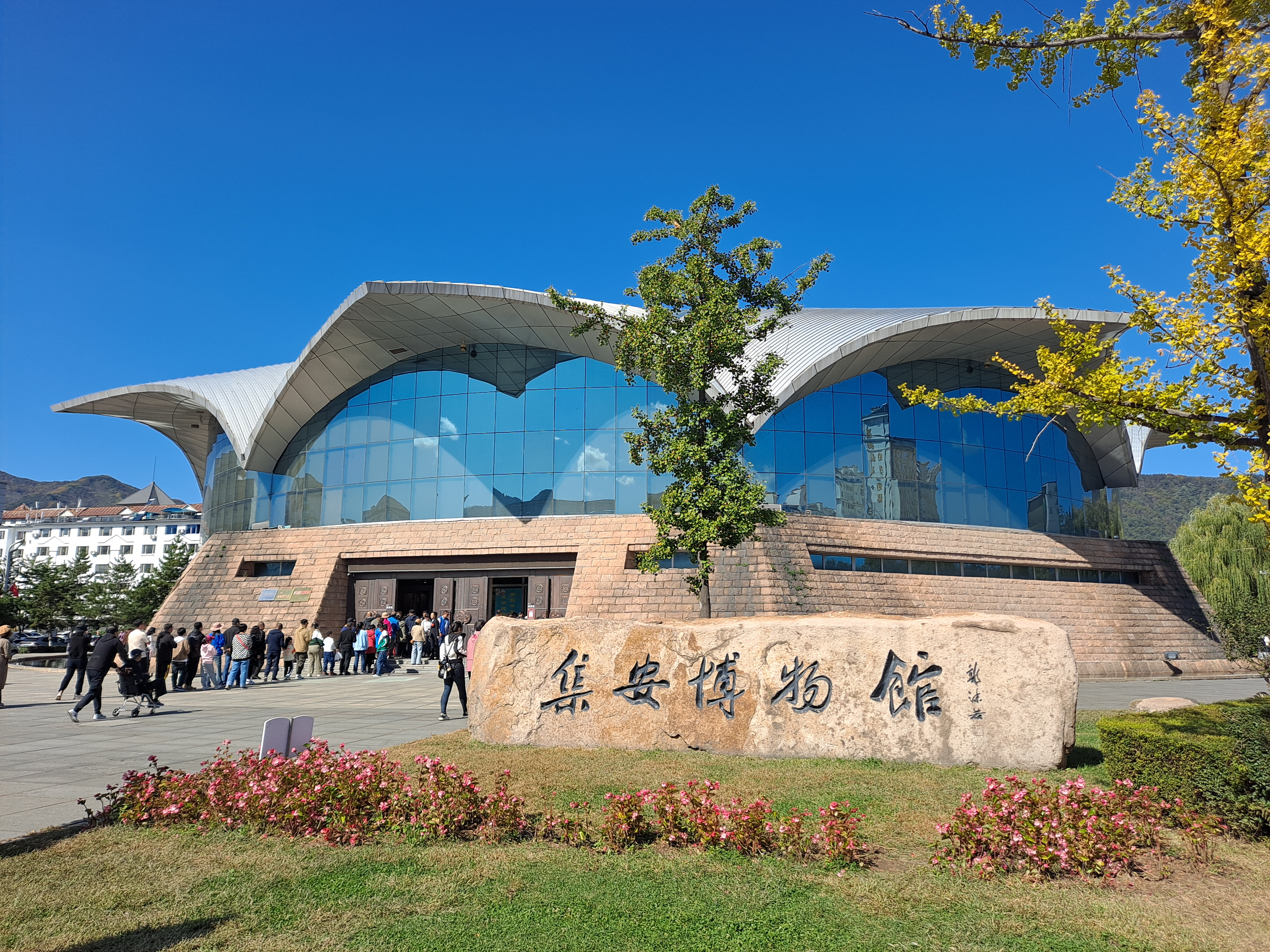
集安博物馆

集安博物馆位于吉林省通化集安市，为国家“AAAA”级旅游景区，是座专门展示高句丽文物的博物馆。
集安博物馆主体建筑呈八瓣莲花状，建筑面积6459平方米，馆藏文物一万余件。

## 历史
1958年9月15日，集安博物馆在原集安农业展览馆的基础上成立。馆舍于1964年在迎宾路88号（2002年门牌号改为迎宾路249号）建成。2005年，集安博物馆被国家旅游局评为“AAAA”级旅游景区，2007年获国家文物局“全国文化遗产保护工作先进集体”。2009年，集安博物馆迁址到目前位于建设街与云水路交汇处的新馆。